# Alena infundibulata
Alena infundibulata là một loài côn trùng trong họ Raphidiidae thuộc bộ Raphidioptera. Loài này được U. Aspöck và đồng sự miêu tả năm 1994.